# Катастрофа Ан-124 під Гостомелем
Катастрофа Ан-124 під Гостомелем — авіаційна катастрофа, що сталася 13 жовтня 1992 року з другим льотним прототипом транспортного літака Ан-124 (Бортовий номер UR-82002) поблизу аеродрому Гостомель. У результаті катастрофи загинули: командир С.А. Горбик, другий пілот В.А. Підсуха, штурман В.Ф. Солошенко, бортрадист А.І. Крючек, бортінженери М.М. Трошин і Ю.А. Дмитрієв, провідні інженери С.В. Бабін і Ю.А. Педченко. Експериментатор М. А. Фомін, який перебував у задній кабіні, за командою командира покинув літак через аварійний люк і приземлився на парашуті в лісі..

## Розслідування
За даними державної комісії причиною, що займалася катастрофою, стала відмова техніки.
Літак виконував сертифікаційний політ на визначення характеристик керованості на максимальній швидкості. У зоні випробувальних польотів на висоті 5800 м екіпаж виконував розгін швидкості від 530 до 650 км/год із повністю відхиленим кермом напрямку вправо. На швидкості 614 км/год сталося руйнування носового обтічника антени радіолокаційної станції та носової відхилювальної частини фюзеляжу. Це призвело до різкого падіння швидкості, сильної вібрації та шуму в кабіні. Уламки носового обтічника потрапили у двигун №3, що призвело до його автоматичного вимкнення і, відповідно, до відмови гідросистеми №3. Що, своєю чергою, призвело до неполадок у багатьох системах, включно з системою управління літака. Екіпаж втратив інформацію про швидкість, висоту і кут атаки. У кабіні безперервно працювали звукові та світлові сигнали "критичний режим". Усе це спричинило позамежне психологічне навантаження на екіпаж, і він не зміг холоднокровно протистояти ситуації, що склалася. З більшістю відмов екіпаж зустрівся вперше.
Показання кута атаки коливалися в межах 12° - 25°, показання швидкості зменшилися до 0 км/год, показання висотоміра збільшилися на величину 1200 метрів.
Екіпаж почав збільшувати режим роботи двигунів №2 і №4, при цьому на двигуні №4 виник помпаж через уламки обтічника, які також потрапили в цей двигун, проте він не вимкнувся, а перейшов на режим, близький до польотного малого газу (ПМГ).
Екіпаж збільшив режим двигуна №1 до 58%, що призвело до розвитку сильного ковзання. Керування літаком стало дуже важким, літак постійно розгойдувався. Командир С. А. Горбик зменшує режим першому двигуну до ПМГ. Надалі амплітуда коливань літака за курсом збільшується.
Командир дав команду інженерам покинути літак із парашутом. Команду виконав один інженер із задньої кабіни. Він вижив, але отримав сильні травми.
Екіпаж намагався виконати аварійну посадку в Гостомелі. З літака Ан-22, що підійшов, С. А. Горбик отримує орієнтовну швидкість - 450 км/год. Для зменшення посадкової швидкості командир подає команду на випуск закрилків.
Під час випуску механізації крила вийшли тільки передкрилки та зовнішні секції закрилків, а через відмову 3-ї гідросистеми не стався випуск внутрішніх закрилків і, як наслідок, не відбулася автоматична зміна передавального коефіцієнта від штурвала до керма висоти з крейсерського значення на злітно-посадкове значення.
Через випуск тільки зовнішніх закрилків, що дають пікірувальний момент, наявного відхилення керма висоти в 13° (через передавальний коефіцієнт, що залишився в крейсерському положенні) за повного відхилення штурвала "на себе" виявилося недостатньо для вирівнювання траєкторії польоту та приземлення в наміченому місці.

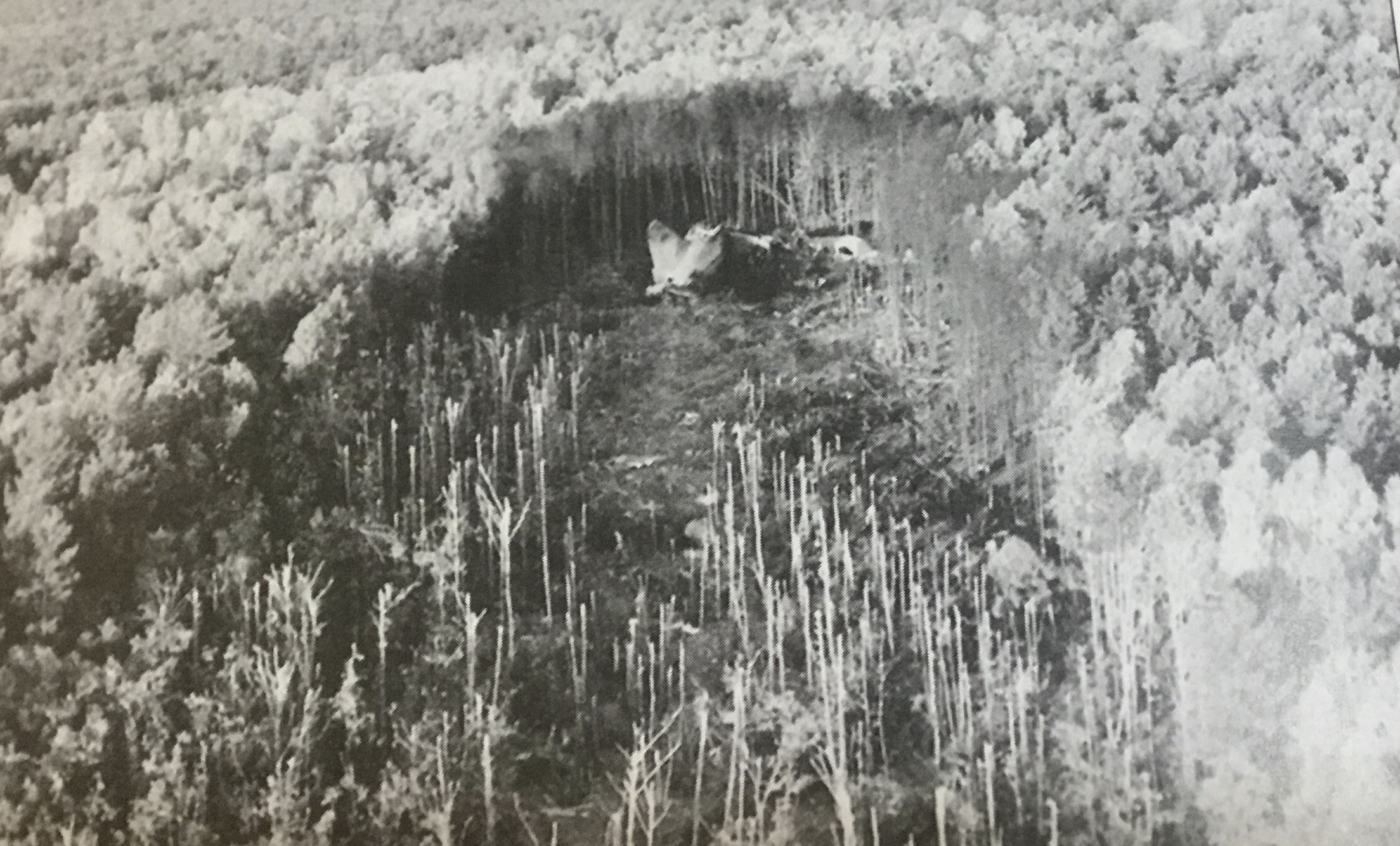
Місце катастрофи

Непередбачене зниження літака призвело до зіткнення з деревами за 43 км на захід від Гостомеля.
На думку провідного льотчика - випробувача В. І. Терського першопричиною катастрофи стало нерозумне завдання. (Провідний льотчик-випробувач за типом літака - випробувач, який займається цим літаком ще на етапі конструювання, першого підйому в повітря і виконує найскладніші завдання на цьому типі).
Горбику пропонувалося з відхиленим кермом напрямку виконати розгін без крену і досягти граничної швидкості та числа М, за якого почнеться зворотна реакція за креном. Така швидкість недосяжна на висоті виконання завдання 6000 метрів, оскільки для цього потрібно було б перевищити граничну приладову швидкість на 100 км/год. Значення числа М, за якого настає зворотна реакція за креном на відхилення керма напряму, визначено ще 1983 року, і жодних уточнень у цій частині не було потрібно, оскільки конструкція крила залишилася незмінною.
" Упевнений, що навіть конструктор винищувача не дозволить вихід свого літака на гранично допустиму швидкість із повністю відхиленим кермом напрямку з простої причини - під час ковзання реальна швидкість спотворюється і може виявитися меншою або, що гірше, більшою за задану, що заборонено для всіх типів літаків на всіх етапах льотних випробувань."